# Parque nacional Töfsingdalen
El Parque Nacional Töfsingdalen es un parque nacional  Sueco ubicado en el  municipio de Älvdalen, en  Dalarna cerca la frontera noruega. Tiene una extensión de 1615 ha, cubriendo el valle del mismo nombre entre dos pequeñas montañas de los Alpes escandinavos. Se caracteriza por sus numerosos cantos rodados y rocas, lo que hace que el terreno sea especialmente difícil de atravesar. Esta inaccesibilidad ha permitido que su naturaleza se conserve en gran medida de la influencia humana, y hoy en día el parque está cubierto en gran parte por bosque primario de  coníferas con muchos pinos con una edad superior a los 500 años. Este bosque es un refugio para muchas especies animales, en particular los grandes depredadores como el oso pardo,  el glotón y  el águila real.
La zona está habitada por los Sami, un pueblo indígena del norte de Suecia, que incluso tenía una aldea cerca de la frontera del parque. El parque nacional en sí fue creado en 1930. Debido a su escasa accesibilidad y la falta de infraestructura turística, el parque es hoy en día uno de los menos visitados de Suecia. La Autoridad Sueca de Parques Nacionales, Naturvårdsverket, espera expandir los límites del parque para incluir el lago Rogen y una gran área montañosa alrededor del parque actual que aumentaría el área del parque a aproximadamente 100 000 ha.

## Geografía

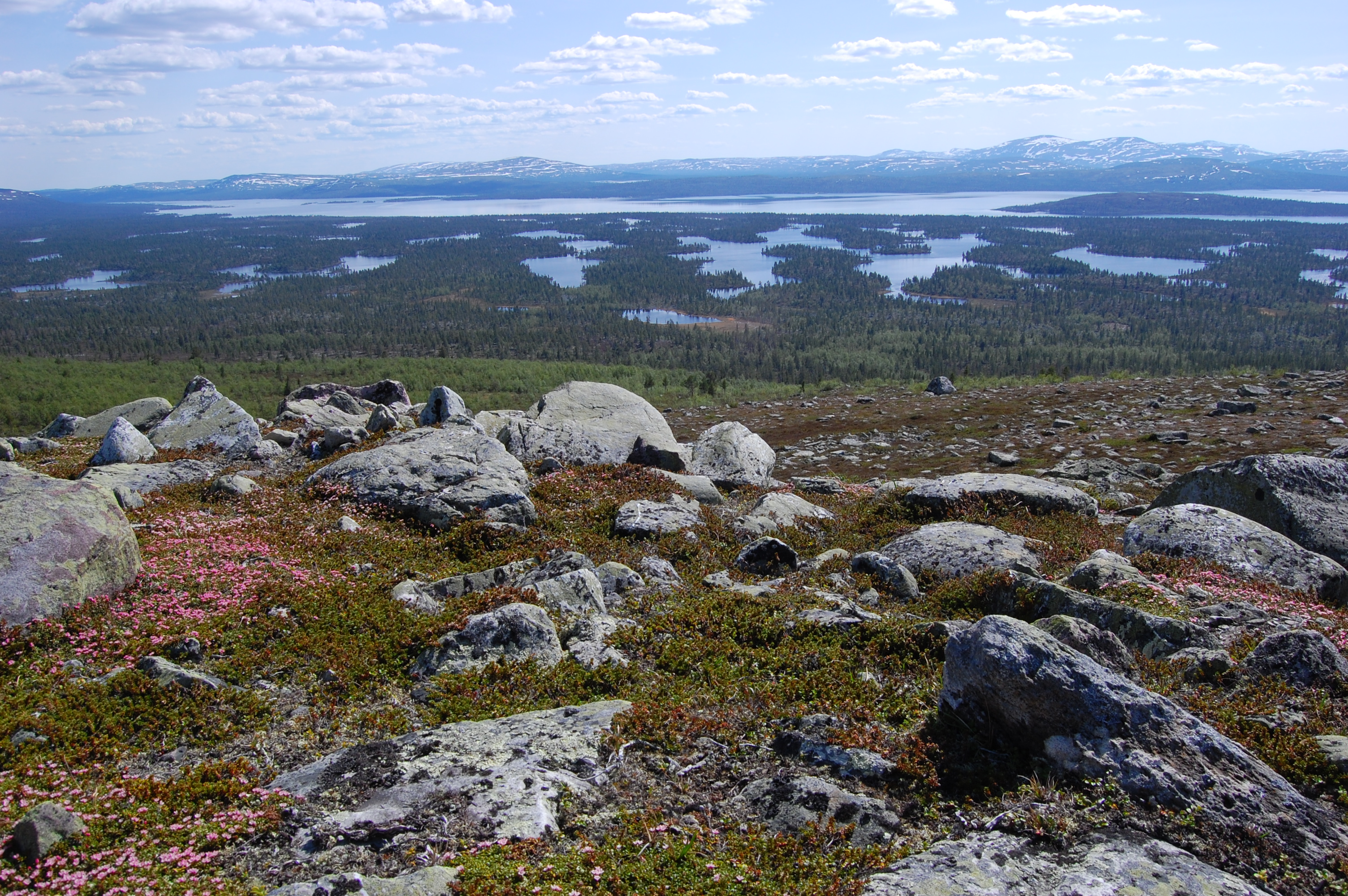
El lago Rogen, no lejos del parque.

El parque nacional de Töfsingdalen está situado en el municipio de Älvdalen, en el condado de Dalarna, muy cerca de la frontera noruega. Está completamente encerrado en la Reserva Natural de Långfjället, que junto con la Reserva Natural de Rogen y el parque nacional de Femundsmarka (en Noruega) forman una zona protegida de 2 015 km² llamada Gränslandet. El parque de Töfsingdalen tiene una superficie de 1.590 ha 1 o 1.615 ha y es, por tanto, el parque nacional más pequeño de las montañas suecas.
El parque toma su nombre del valle de Töfsingdalen, que protege en parte, situado entre dos montañas alargadas, Olåsen y Hovden, siendo esta última el punto más alto del parque con 892 m. El parque es esencialmente un vasto acúmulo de rocas, que se interpreta como una zona de hielo muerto, es decir, donde el glaciar se detuvo al derretirse y depositó en el mismo lugar todas las rocas. Las rocas en cuestión son principalmente areniscas, pero el corazón del valle expone rocas más ricas.
El río Töfsingån es el principal río incluido completamente en el parque, pero el límite occidental del parque es el Storån, una de las fuentes del Österdalälven. El valle del Storån se caracteriza por numerosas formaciones glaciofluviales (morrenas, eskers...), perpendiculares al curso del río que crean una alternancia de lagos (especialmente Hävlingen y Särsjön) y rápidos.

## Medios naturales

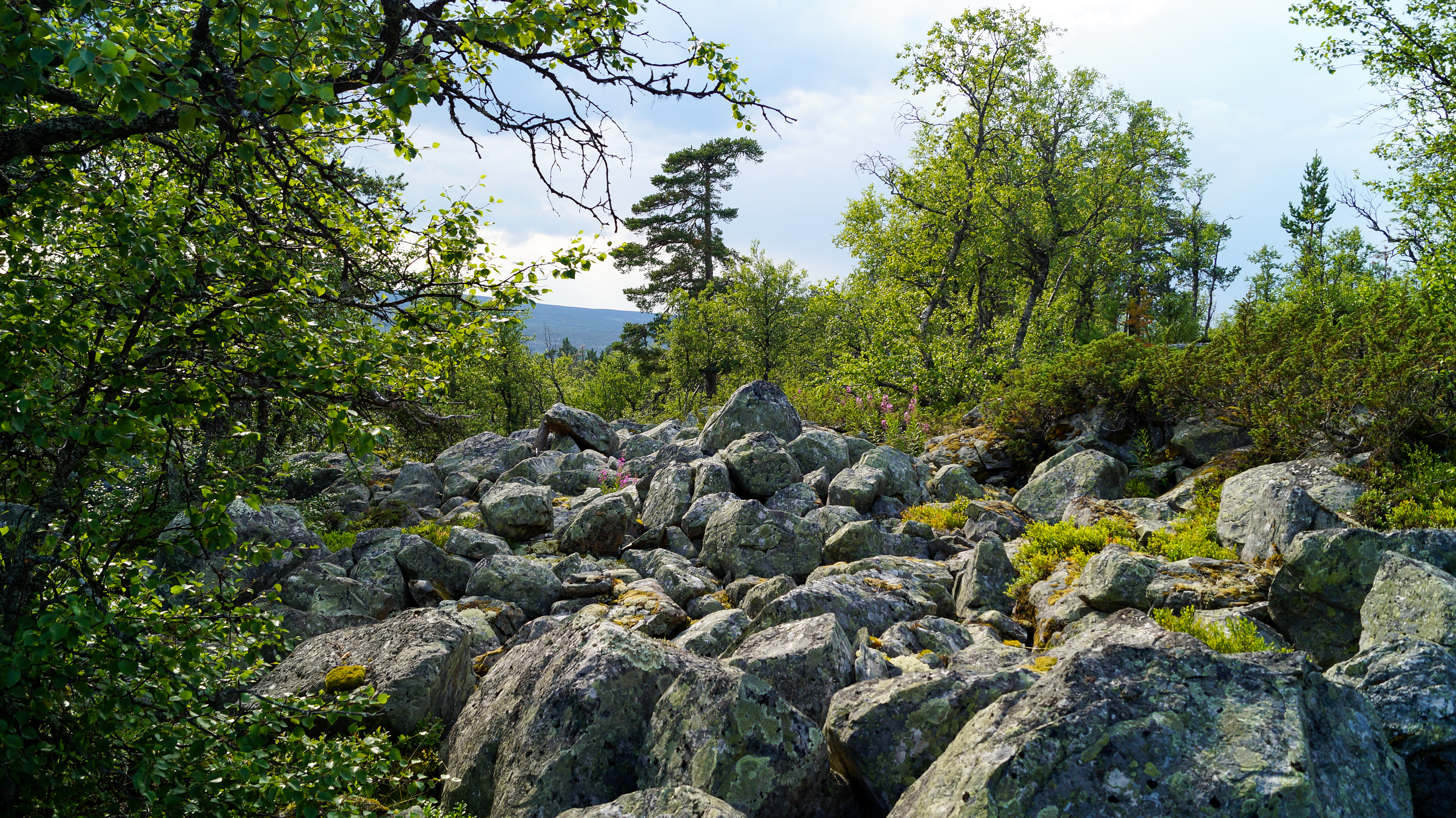
Montón de rocas en el parque.

Una gran parte del parque está cubierta por un bosque primario de pino silvestre (Pinus sylvestris). Las condiciones son difíciles, con un suelo pobre y rocoso y un clima poco propicio, y los árboles crecen muy lentamente y rara vez son muy altos. Sin embargo, estos pinos son muy resistentes y muchos de los árboles del parque tienen más de 500 años. Esto no impide la presencia de madera muerta, que es importante para el desarrollo de muchas especies, especialmente hongos, plantas e insectos. Muchas de estas especies se han vuelto raras en Suecia debido a la explotación de la mayoría de los bosques del país. En el parque encontramos, por ejemplo, el liquen Letharia vulpina, en peligro de extinción en Suecia. A veces el terreno es tan rocoso que ni siquiera los pinos crecen aquí, y entonces hay algunos abedules pubescentes (Betula pubescens).

A lo largo del río Töfsingån el suelo es mucho más rico y, por tanto, el bosque también lo es, con abetos comunes (Picea abies) que crecen hasta varios metros de altura. Cerca del agua, sobre todo en las proximidades de las cascadas, la flora es rica con varias especies raras en la zona, por ejemplo el helecho de avestruz (Matteuccia struthiopteris), el sello de Salomón (Polygonatum verticillatum), el mezereón  (Daphne mezereum) y el ranúnculo de hoja de sicomoro (Ranunculus platanifolius).

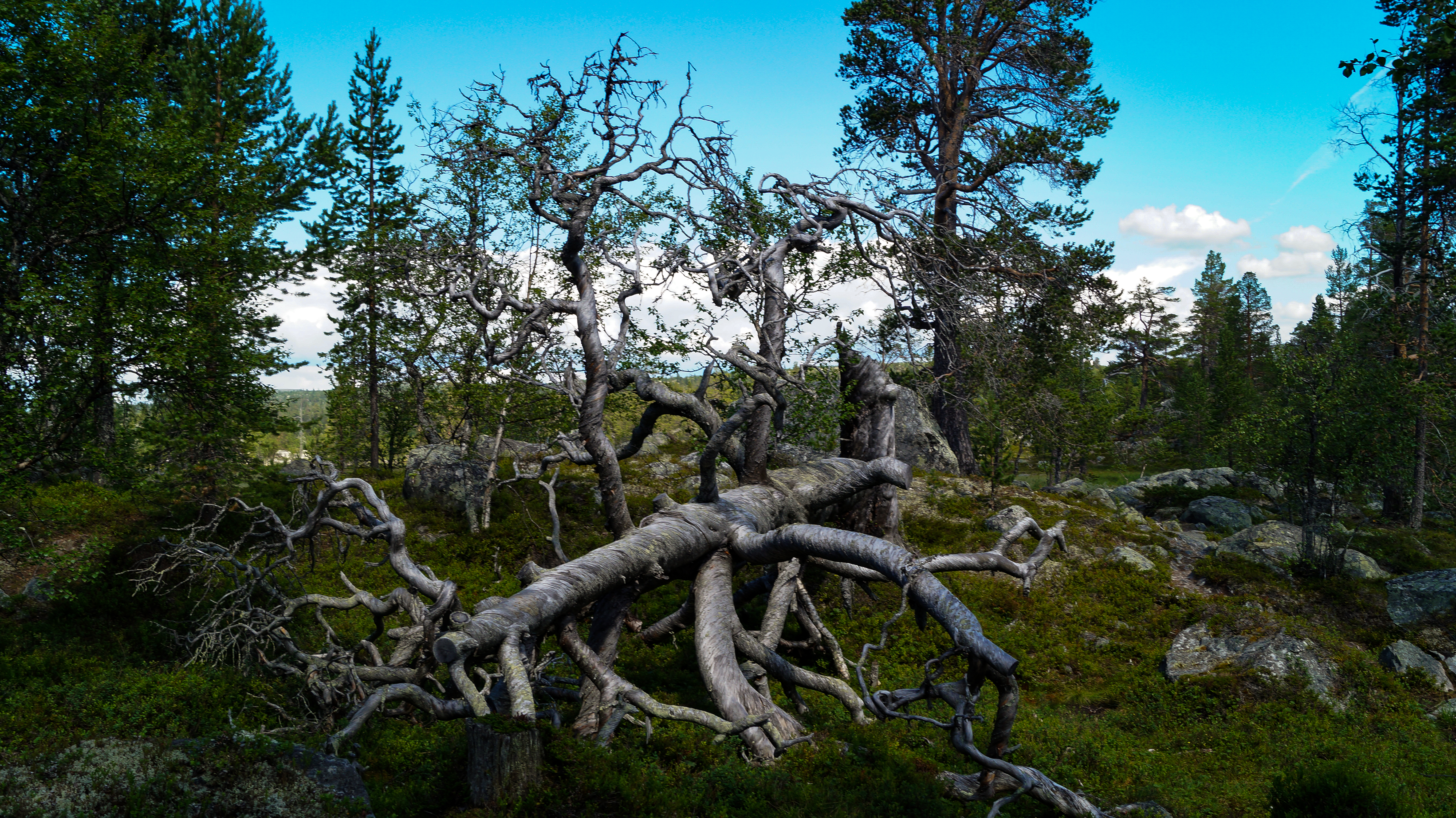
Árbol muerto en el parque.
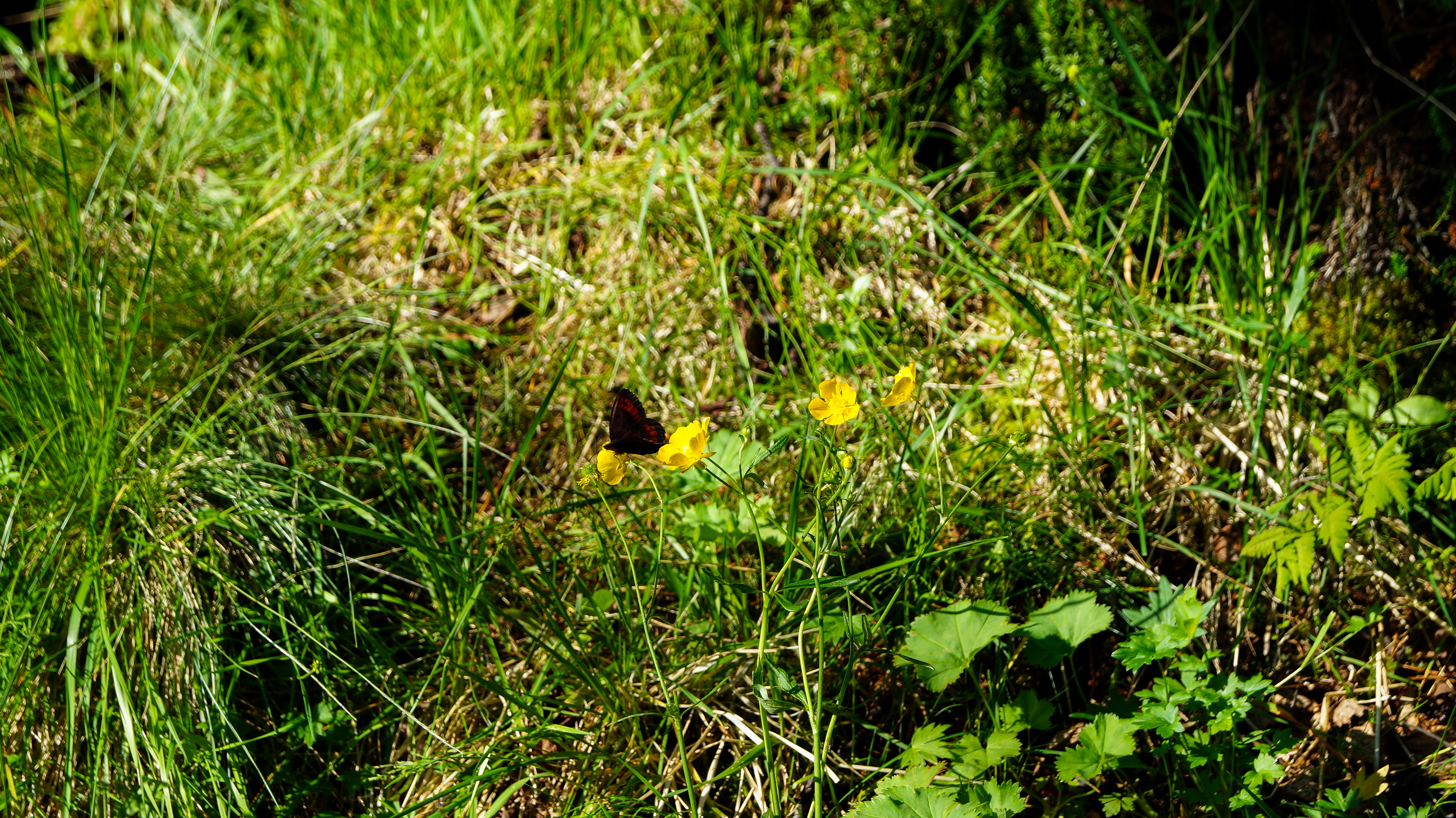
Mariposa sobre una flor en el parque.
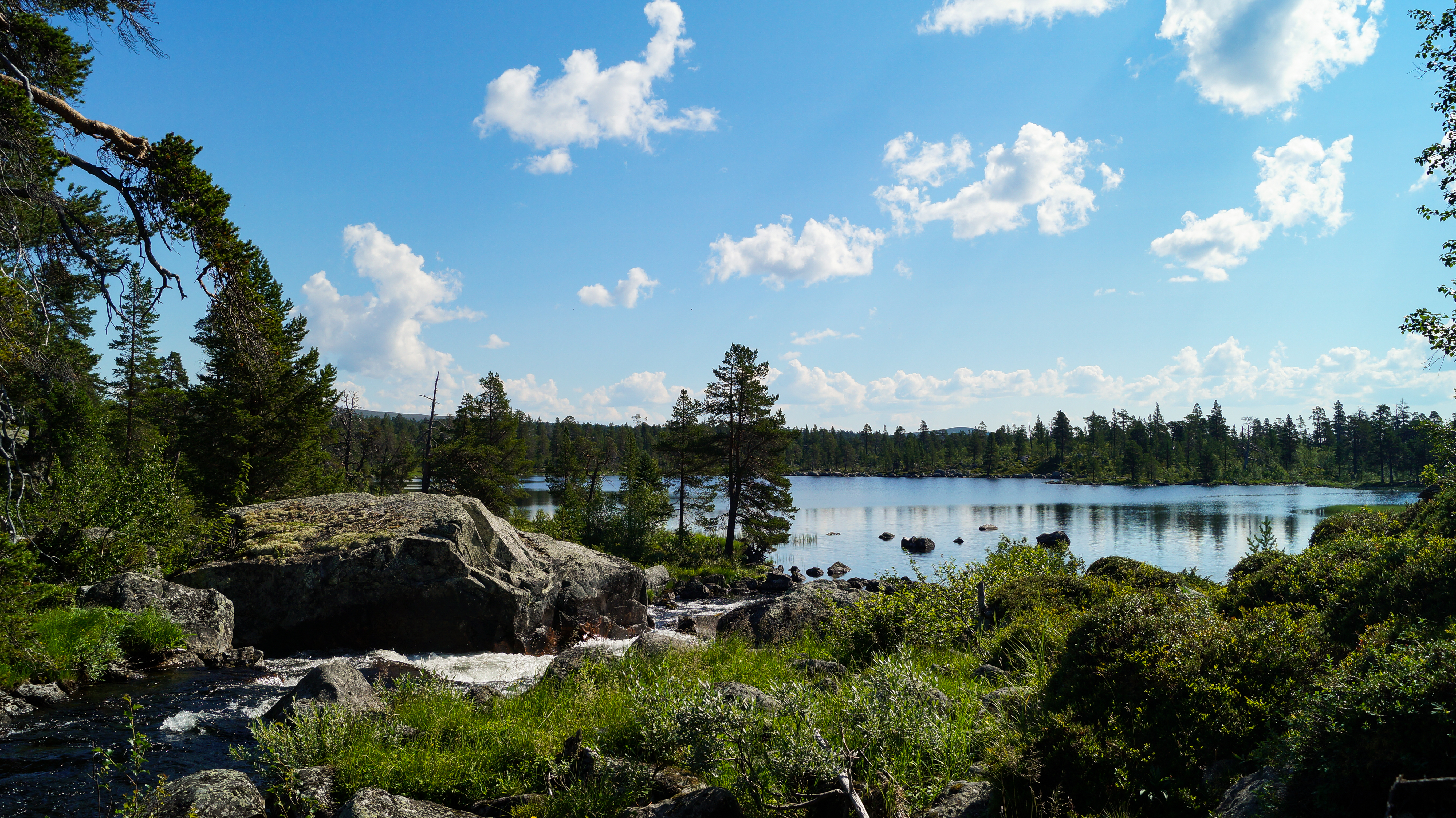
Hierba y bosque cerca de los rápidos del Storån antes de entrar en un pequeño lago.

El parque está alejado de los caminos trillados, y por ello es un refugio para muchas especies animales. Este es el caso, sobre todo, de los grandes depredadores, como el oso pardo (Ursus arctos), el glotón (Gulo gulo) o el águila real (Aquila chrysaetos). Los viejos pinos de Töfsingdalen suelen desarrollar una copa plana con ramas muy fuertes, lo que es ideal para el águila real, cuyo nido puede pesar hasta una tonelada. Las águilas cazan varios animales en el parque, en particular la liebre de montaña (Lepus timidus), el urogallo (Tetrao urogallus), el urogallo negro (Lyrurus tetrix) y la perdiz (Lagopus muta y Lagopus lagopus). Entre las aves de menor tamaño, la collalba gris (Oenanthe oenanthe) es la especie característica del parque, pero también se encuentran con frecuencia el carbonero común (Perisoreus infaustus), la curruca fitis (Phylloscopus trochilus), el papamoscas negro (Ficedula hypoleuca) y el petirrojo de frente blanca (Phoenicurus phoenicurus). Cerca de los ríos, también se encuentran aves costeras como el caballito rojo (Actitis hypoleucos), el caballito rojo de Leach (Tringa ochropus) y la agachadiza común (Gallinago gallinago).

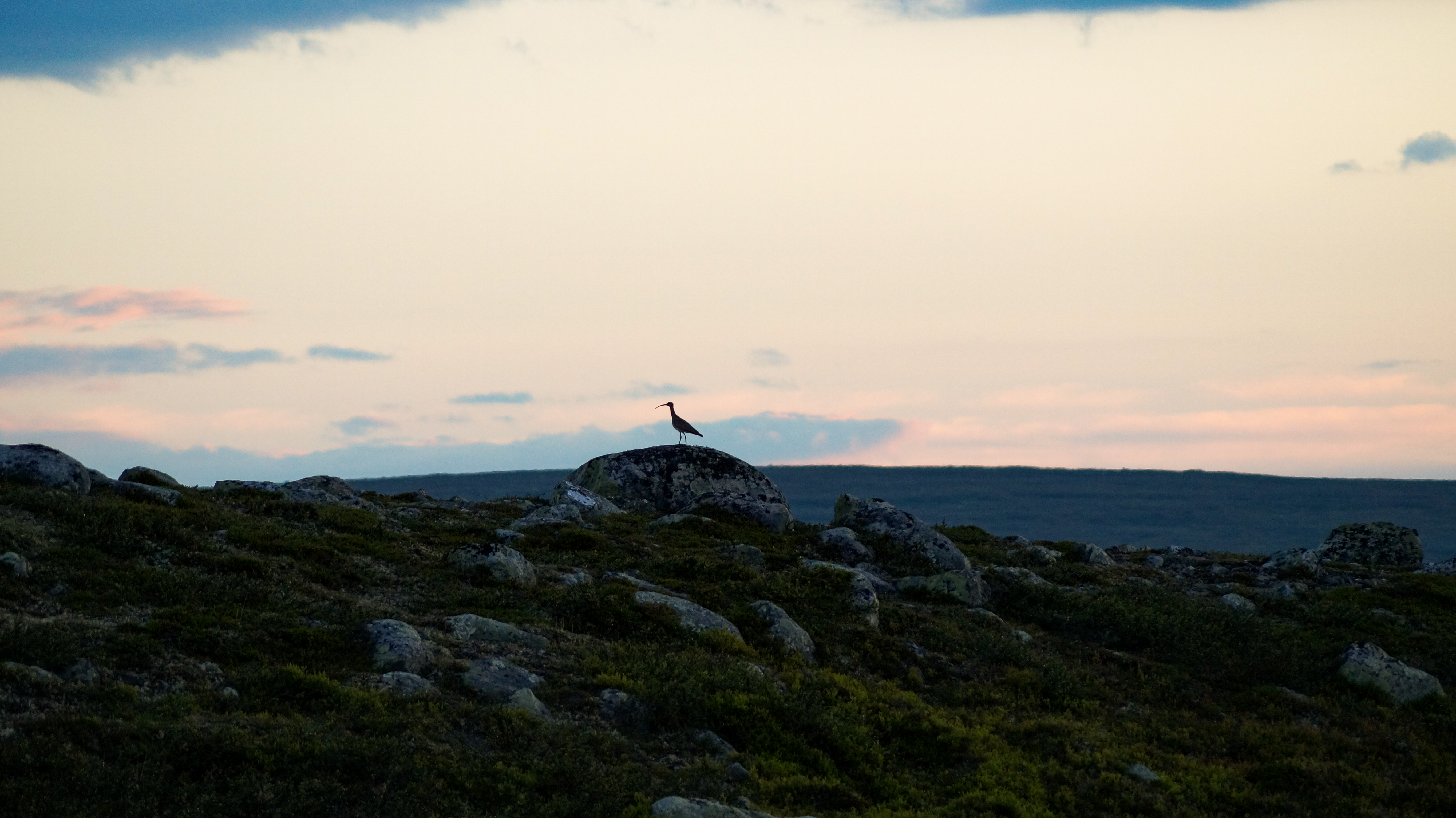
Limícola en los roquedos del parque
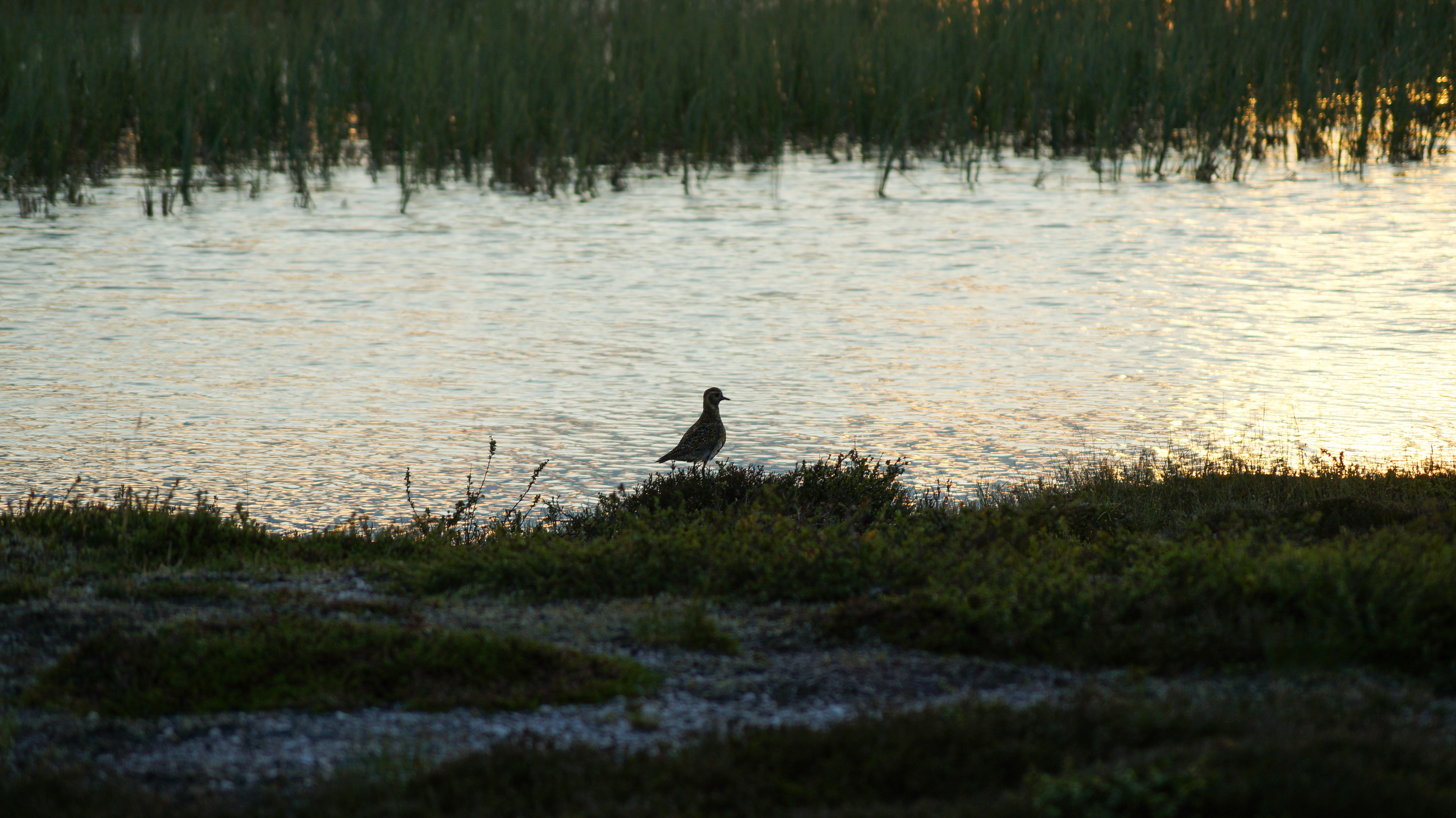
Limícola cerca de un río
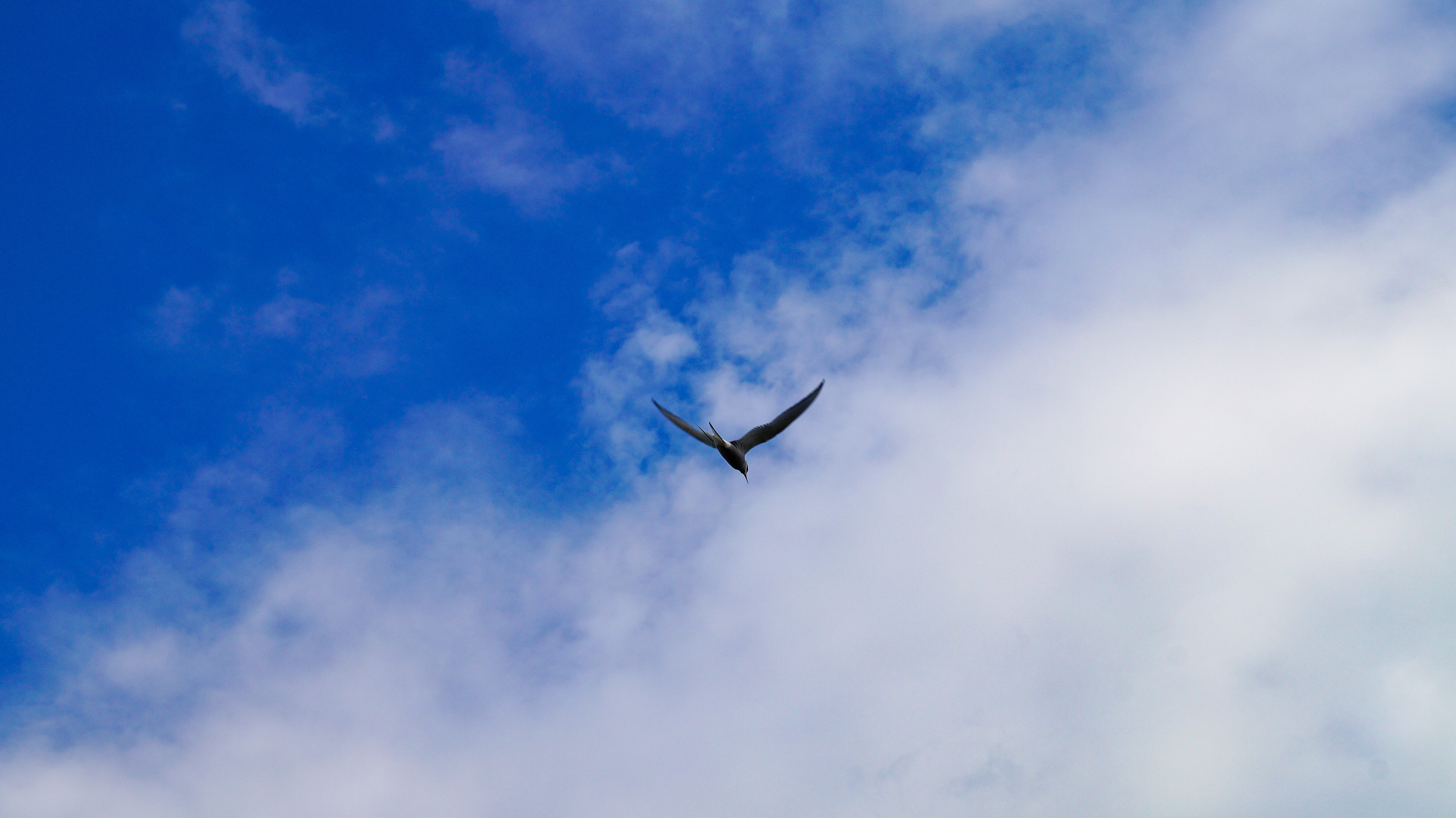
charrán volando sobre el parque.

## Turismo

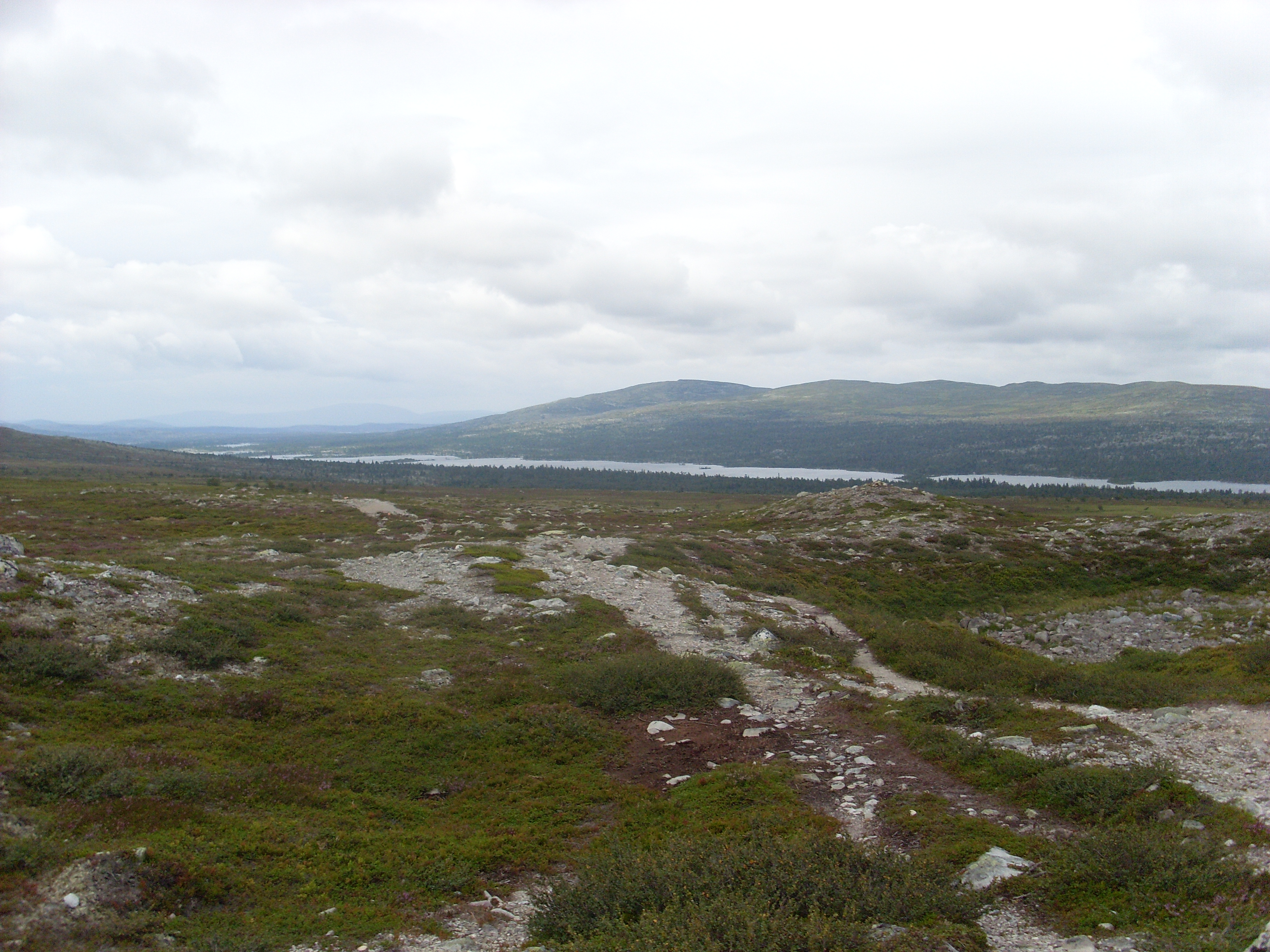
Camino de Södra Kungsleden en la aproximación al lago Hävlingen.

Töfsingdalen es de muy difícil acceso, por lo que es uno de los parques nacionales menos visitados de Suecia, con unos 1.000 visitantes al año. El punto de acceso más fácil es desde Grövelsjön, una localidad turística y uno de los principales puntos de acceso a la red de senderos de montaña de Dalarna. Desde allí, un sendero de 13 km lleva al límite del parque, formando un segmento del Södra Kungsleden. Como alternativa, hay un sendero a lo largo del río Storån desde el pueblo de Foskros hasta Ängesildret, que luego continúa por un camino relativamente difícil de 7 km hasta el parque. Hay un puente que cruza el río Storån en el lago Särsjön y, por tanto, entra en el parque nacional. El parque en sí no tiene senderos, y cruzarlo es muy difícil, excepto a lo largo de los ríos Storån y Töfsingån, donde el terreno es un poco más fácil. Cerca del lago Hävlingen, justo fuera de los límites del parque, hay cabañas vigiladas (en temporada) para pasar la noche. Por lo demás, está permitido montar una tienda de campaña en el parque, pero solo a una distancia de más de 600 m de Storån y del lago Töfsingen. Los lagos de Storån son muy populares para pescar, pero en el propio parque la pesca está prohibida.